# Полуденка (приток Берёзовки)
Полудёнка — река в России, протекает в Республике Башкортостан по территории Краснокамского района и городского округа Нефтекамск. Устье реки находится на высоте 69 м над уровнем моря, в 11 км по левому берегу реки Берёзовка. Длина реки составляет 11 км. Начинается при слиянии реки Кывылелга и ручья Уразаевский.
Возле реки находится селение Староуразаево.
Система водного объекта: Берёзовка → Кама → Волга → Каспийское море.

## Данные водного реестра
По данным государственного водного реестра России относится к Камскому бассейновому округу, водохозяйственный участок реки — Кама от Воткинского гидроузла до Нижнекамского гидроузла, без рек Буй (от истока до Кармановского гидроузла), Иж, Ик и Белая, речной подбассейн реки — бассейны притоков Камы до впадения Белой. Речной бассейн реки — Кама.
Код объекта в государственном водном реестре — 10010101412111100016660.

## Топографические карты
- Лист карты O-40-133. Масштаб: 1 : 100 000. Состояние местности на 1982 год. Издание 1983 г.